# Station Pontefract Baghill
Pontefract Baghill is een spoorwegstation van National Rail in Pontefract, Wakefield in Engeland. Het station is eigendom van Network Rail en wordt beheerd door Northern Rail. Het station is geopend in 1879.

Overzicht, 2016